# Ninh Nhĩ
Huyện tự trị dân tộc Di-Cáp Nê Ninh Nhĩ (chữ Hán giản thể:宁洱哈尼族彝族自治县, âm Hán Việt: Ninh Nhĩ Cáp Nê tộc Di tộc Tự trị huyện) là một huyện thuộc địa cấp thị Phổ Nhĩ, tỉnh Vân Nam, Cộng hòa Nhân dân Trung Hoa. Nguyên tên là huyện tự trị dân tộc Di-Cáp Nê Phổ Nhĩ, ngày 8 tháng 4 năm 2007 được đổi tên như hiện nay. Huyện này có diện tích 3.670 km², dân số năm 2003 là 190.000 người. Chính quyền huyện đóng ở trấn Ninh Nhĩ.

## Phân chia hành chính
Về mặt hành chính, huyện này được chia thành 2 trấn, 7 hương.
- Trấn: Ninh Nhĩ và Ma Hắc.
- Hương: Đức Hóa, Đồng Tâm, Mạnh Tiên, Phổ Nghĩa, Lê Minh, Đức An và Mai Tử.